# Saint-Pascal
Pour les articles homonymes, voir Saint Pascal.
Saint-Pascal est une ville canadienne au Québec, chef-lieu de la MRC de Kamouraska, dans la région du Bas-Saint-Laurent.

## Toponymie
Elle est nommée en l'honneur du seigneur de Kamouraska Paschal Taché (1786-1833). L'orthographe d'origine de la municipalité, calquée sur le latin Paschalis, a été attribuée en l'honneur d'Étienne-Paschal Taché (1786-1833), notaire et lieutenant-colonel de milice. En novembre 1813, il devient coseigneur de Kamouraska avec son père, Paschal-Jacques (1757-1830). À la mort de ce dernier, il assume seul la propriété de la seigneurie.

## Histoire
C'est le 8 juin 1827 que la paroisse de Saint-Pascal-de-Kamouraska placée sous le patronage de saint Pascal Baylon est érigée canoniquement par l'archevêque de Québec, Mgr Bernard-Claude Panet, par détachement de la paroisse de Saint-Louis-de-Kamouraska. Bernard-Claude Panet Elle fut érigée civilement dix ans plus tard. La municipalité de Saint-Paschal-de-Kamouraska fut créée officiellement en 1845, puis dissoute en 1847 avant d'être érigée de nouveau en 1855 en tant municipalité de paroisse. En 1916, elle celle-ci est renommé Saint-Pascal-de-Kamouraska. En 1939, la municipalité du village de Saint-Pascal est créée par détachement de la municipalité de paroisse. En 1957, la municipalité de paroisse de Saint-Pascal-de-Kamouraska devient la municipalité de Saint-Pascal. En 1966, la municipalité de village de Saint-Pascal devient la ville de Saint-Pascal. En 2000, la municipalité de paroisse et la ville sont fusionnées pour former la nouvelle ville de Saint-Pascal.

### L'église

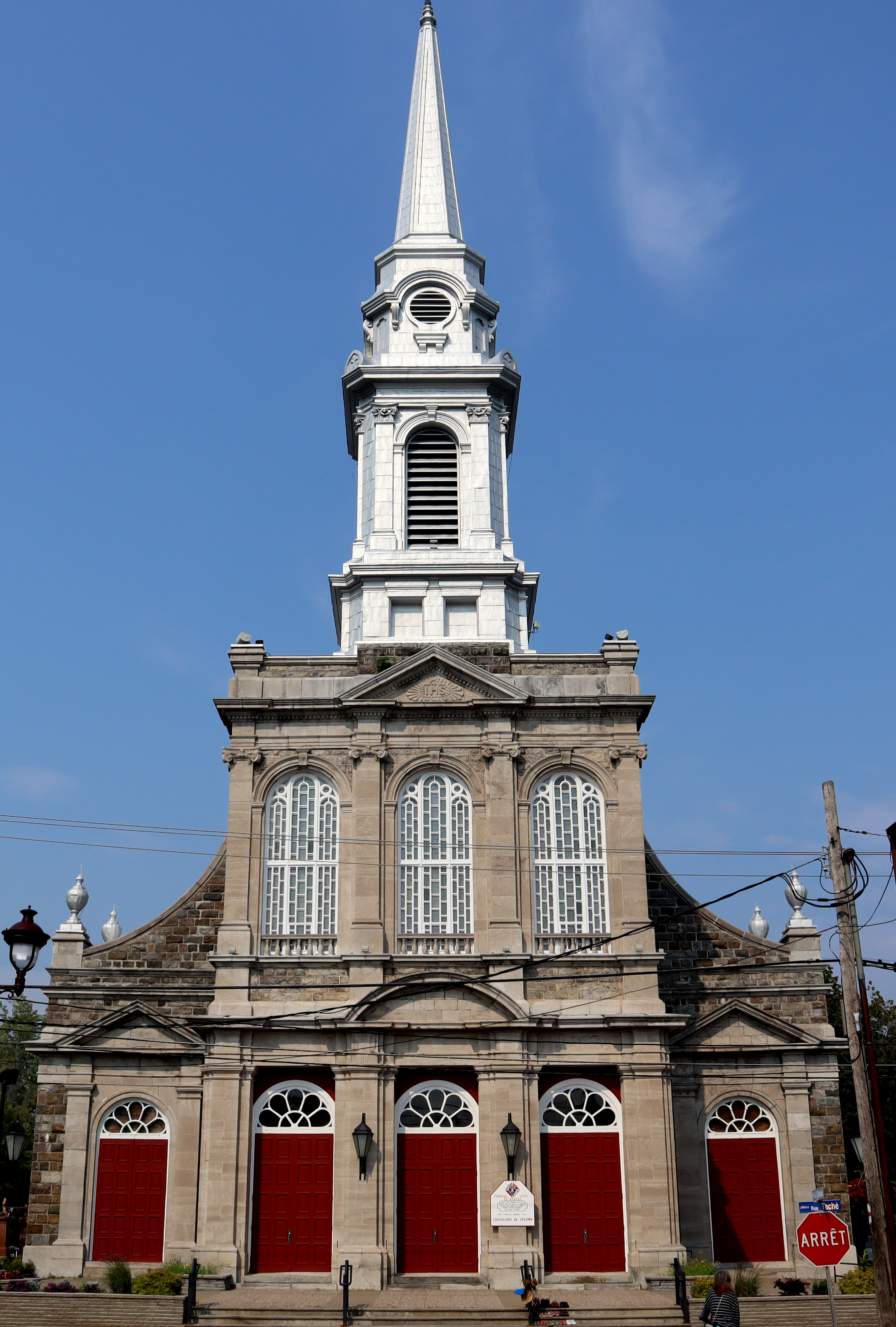

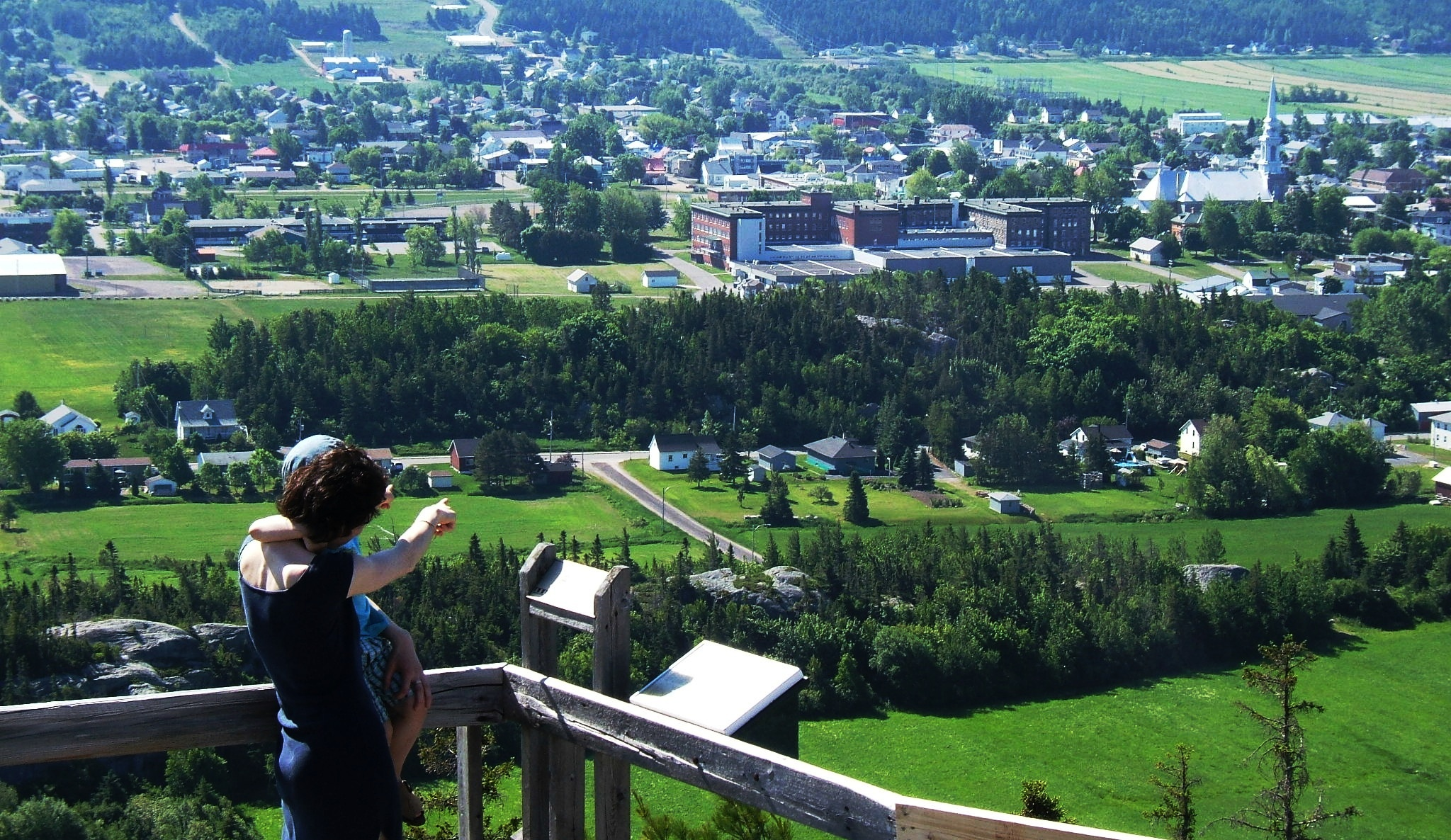
Saint-Pascal vu de la montagne à Coton

L'église de Saint-Pascal est inaugurée en 1848 en remplacement de la chapelle de 1828. À la suite d'un tremblement en 1870, les clochers, trop abîmés, sont démolis. L'architecte George-Émile Tanguay est alors mandaté pour construire un nouveau portail, inspiré de la basilique Sainte-Marie-Majeure à Rome.
L'intérieur est l'œuvre de François-Xavier Berlinguet qui s'y consacre entre 1854 et 1883. Il réalise notamment un baldaquin inspiré du Bernin. En 1891, Louis Jobin enrichit la statuaire de l'église avec quatre sculptures des archanges Michel, Raphaël, Gabriel et Uriel. Ces sculptures ont été déclarées bien culturel par le ministère de la Culture en 1976. On retrouve également des tableaux de Charles Huot.
Un premier orgue Casavant est installé en 1900 avant d'être remplacé par un autre orgue Casavant en 1964, doté de 2 104 tuyaux.

## Géographie
La ville de Saint-Pascal est située à 150 km au nord-est de Québec. La rivière Kamouraska traverse l'ouest de la municipalité du sud vers le nord-ouest. La rivière Dufour traverse l'ouest vers le nord-est jusqu'à sa confluence rive gauche avec la rivière Kamouraska. La rivière Goudron, un affluent de la rivière Kamouraska, traverse le nord-est vers le sud-ouest. Le ruisseau Poivrier(d) traverse le centre de la municipalité du sud-ouest vers le nord jusqu'à sa confluence avec la rivière Goudron.
La Rivière Pivard traverse le sud-est en coulant vers le nord-est.

## Démographie
| 1941  | 1951  | 1956  | 1961  | 1966  | 1971  | 1976  | 1981  | 1986  |
| ----- | ----- | ----- | ----- | ----- | ----- | ----- | ----- | ----- |
| 1 265 | 1 736 | 1 962 | 2 144 | 2 216 | 2 513 | 2 552 | 2 763 | 2 718 |

| 1991  | 1996  | 2001  | 2006  | 2011  | 2016  | 2021  | - | - |
| ----- | ----- | ----- | ----- | ----- | ----- | ----- | - | - |
| 2 578 | 2 504 | 3 643 | 3 504 | 3 490 | 3 468 | 3 530 | - | - |

## Administration
Les élections municipales se font en bloc pour le maire et les six conseillers.
| Saint-Pascal Maires depuis 2003                                                                                      |                 |         |          |
| Élection | Maire           | Qualité | Résultat |
| 2003 | Cécile Joseph   |         | Voir     |
| 2005 | Cécile Joseph   | Voir    |          |
| 2009 | Rénald Bernier  |         | Voir     |
| 2013 | Rénald Bernier  | Voir    |          |
| 2017 | Rénald Bernier  | Voir    |          |
| 2021 | Solange Morneau |         | Voir     |
| Élection partielle en italique Depuis 2005, les élections sont simultanées dans toutes les municipalités québécoises |                 |         |          |

## Économie
La ville de Saint-Pascal est le siège de la MRC de Kamouraska qui y a son centre administratif (préfecture), ce qui en fait le chef-lieu de cette MRC qui compte dix-sept municipalités. Les principales industries locales, implantées au sein d'une région agricole, relèvent notamment des secteurs du béton et des enrobés bitumineux, du rembourrage industriel, du réchappage de pneus, du tannage et de la finition du cuir, des revêtements métalliques, des équipements agricoles et de déneigement, ainsi que des composantes en pvc ou en aluminium pour l'industrie de la construction.
La ville joue aussi un rôle de centre de service du territoire de la MRC grâce à la présence de commerces et de services fréquentés par les résidents de la ville et des municipalités environnantes. Ce rôle est renforcé par la présence de services gouvernementaux et parapublics comme une école d'enseignement secondaire (École Chanoine-Beaudet), certains services administratifs du Centre intégré de santé et de services sociaux (CISSS) du Bas-Saint-Laurent, un Centre local de services communautaires (CLSC), le poste de la Sûreté du Québec de la MRC, un centre de services de Transports Québec, un Carrefour Jeunesse-emploi, un point de service du Centre de réadaptation en déficience intellectuelle (CRDI) du Bas-Saint-Laurent, de la Commission scolaire Kamouraska-Rivière-du-Loup et de Services Québec, etc. Plusieurs organismes socio-communautaires desservent aussi la population du Kamouraska à partir de leurs installations ou leurs bureaux situés dans la ville de Saint-Pascal.

## Personnage légendaire
Au nom de Saint-Pascal se rattache la légende de la montagne à Coton, entité orographique située au nord de la ville. Un dénommé Johnny Lainé arrive à Saint-Pascal en 1845, en provenance du Nouveau-Brunswick. Il se construit un ermitage au sommet de la montagne et dédie la chapelle qu'il comporte à la Vierge Marie à laquelle il voue une vénération sans bornes. Toujours vêtu de blanc et appliquant la couleur blanche partout autour de lui, il reçoit le surnom de Coton. Il vivra à cet endroit fort fréquenté jusqu'en 1870 environ. Il meurt à Montréal en 1890.

## Personnalités liées

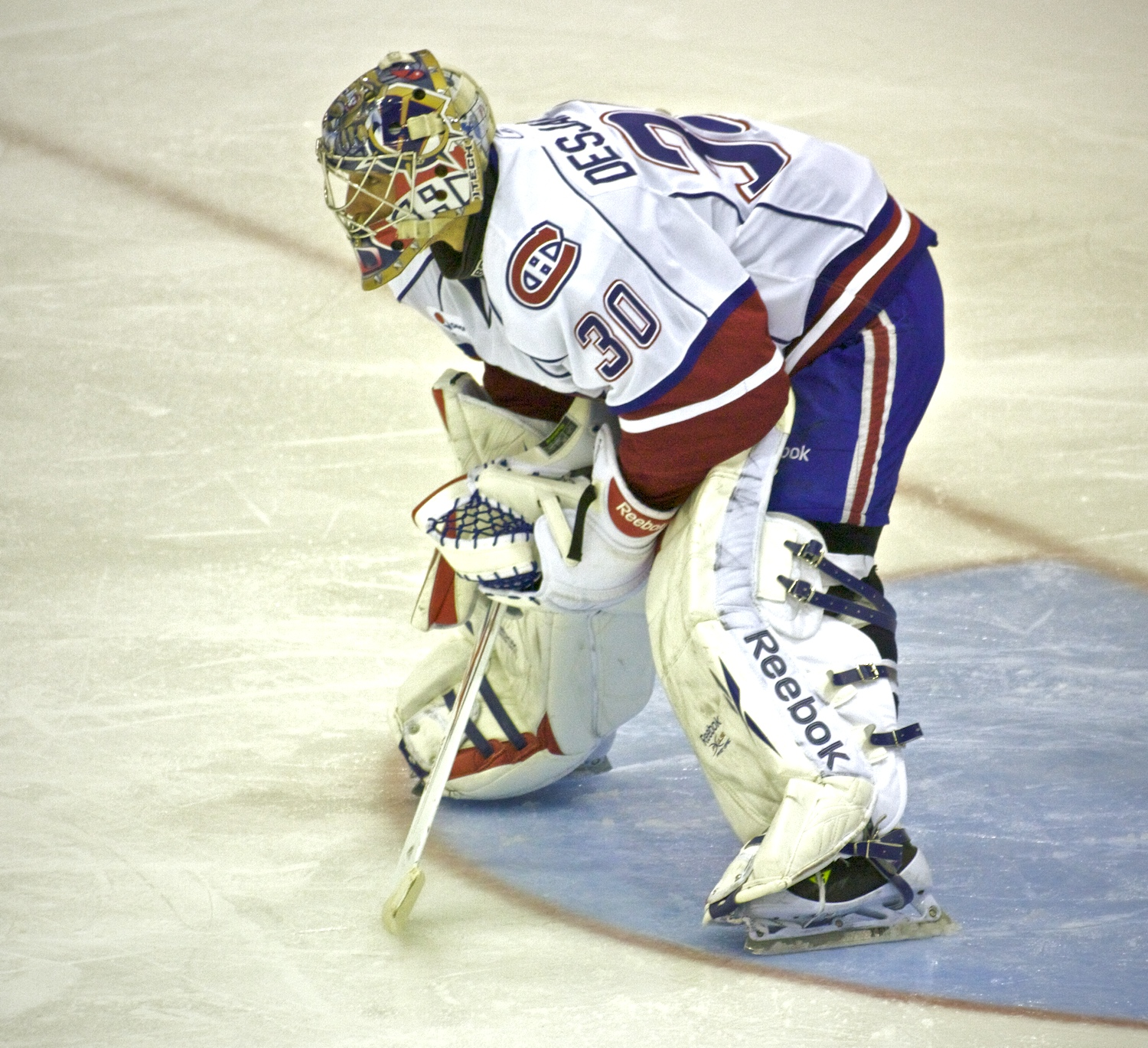
Cédrick Desjardins

- Claire Pelletier, artiste, chanteuse
- Jean-Michel Anctil, humoriste
- André Ouellet, homme politique
- Jacques Boucher, organiste
- Eve Landry, comédienne
- Aline Desjardins, animatrice télé
- Dany Massé, joueur de hockey professionnel
- Cédrick Desjardins, joueur de hockey professionnel